# Sint-Dominicuskerk (Walsteegkerk)
De Sint-Dominicuskerk was een rooms-katholieke parochiekerk in de Nederlandse stad Utrecht, die van 1850 tot 1940 aan de Mariaplaats stond.
De kerk kwam in de plaats van de statie die sinds 1636 was gevestigd aan de Walsteeg en die werd bediend door de paters dominicanen. In 1850 werd de grond aan de Mariaplaats aangekocht en begonnen met de bouw van een volwaardige kerk.
In 1939 besloten de Dominicanen hun gemeenschap te verplaatsen naar de Sint-Antoniuskerk in Lombok. In de oude kerk werd op 3 mei 1940 de laatste mis gelezen, waarna deze werd gesloopt.
Zo'n tien jaar later zouden de paters vanuit de Antoniuskerk een nieuwe kerk stichten in de nieuwe wijk Oog in Al. Deze werd als verwijzing naar de kerk aan de Mariaplaats de Sint-Dominicuskerk genoemd.